# 알베르트 포르스터
알베르트 마리아 포르스터(독일어: Albert Maria Forster, 1902년 7월 26일 ~ 1952년 2월 28일)는 나치 독일의 군인, 단치히 자유시, 바이마르 공화국, 나치 독일의 정치인이다. SS향토방위군 단치히 설립을 제안한 인물이기도 하다.
그는 수많은 인종 청소, 대량 살인 그리고 독일 게르만 혈통을 가진 일부 폴란드인의 독일인 동화 정책을 펼쳤다. 또한 포레스터는 폴란드 대량 학살, 홀로코스트의 강력한 지지자였다. 포레스터는 나치 독일이 패망한 후 바르샤바에서 열린 전쟁 범죄 재판에서 사형 판결을 받았다. 1952년, 교수형이 집행되면서 처형되었다.